# ISO 3166-2:KG
Kódy ISO 3166-2 pro Kyrgyzstán identifikují 7 oblastí a 2 města. První část (KG) je mezinárodní kód pro Kyrgyzstán, druhá část sestává z jednoho nebo dvou velkých písmen identifikujících území.

## Seznam kódů
| Kód   | Území               | Druh subjektu |
| ----- | ------------------- | ------------- |
| KG-B  | Batkenská oblast    | oblast        |
| KG-C  | Čujská oblast       | oblast        |
| KG-GB | Biškek              | město         |
| KG-GO | Oš                  | město         |
| KG-J  | Džalalabaská oblast | oblast        |
| KG-N  | Narynská oblast     | oblast        |
| KG-O  | Ošská oblast        | oblast        |
| KG-T  | Talaská oblast      | oblast        |
| KG-Y  | Issykkulská oblast  | oblast        |